# Мененг (округ)
Мененг (англ. Meneng) — округ (единица административного деления) Науру. Расположен в юго-восточной части острова. Площадь 2,88 км², население 1 830 человек (2005). В округе расположены: радиостанция, строящийся стадион Мененг, президентская резиденция (недавно сгорела), правительственная типография и гостиница «Мененг», расположенная возле залива Анибар.
Территория округа составляет избирательный округ Мененг.